# Euphorbia inaequilatera
Euphorbia inaequilatera là một loài thực vật có hoa trong họ Đại kích. Loài này được Sond. mô tả khoa học đầu tiên năm 1850.